# العلاقات التركية اليونانية
العلاقات التركية اليونانية، هي العلاقات بين تركيا واليونان.

## البعثات الدبلوماسية
- تركيا لديها سفارة في أثينا والقنصليات العامة في ثيسالونيكي، كوموتيني ورودس.
- اليونان لديها سفارة في أنقرة والقنصليات العامة في إسطنبول ، ازمير وأدرنة .

## الهجرة غير الشرعية
في 3 يناير 2010، أعلنت الحكومة اليونانية تمسكها بالخطط المتعلقة ببناء سياج حدودي على إمتداد 12.5 كيلو متر للسيطرة على الهجرة على الحدود مع تركيا وذلك على الرغم من الإنتقاد الدولي المتنامي.
وقالت وزارة الأمن العام اليونانية اليوم إنه سيتم الإنتهاء من إقامة السياج الذي يبلغ طوله ثلاثة أمتار بحلول شهر إبريل المقبل بالقرب من نهر إيفروس وبلدة أوريستيادا.
من جانبها، أنتقدت وسائل الإعلام اليونانية الخطة وأشارت إلي أن بناء سياج على إمتداد 5ر12 كيلو متر لن يسهم بصورة كبيرة في حل مشكلة الهجرة غير الشرعية إلى اليونان.
كما انتقد سياسيون معارضون الخطوة معتبرين أن السياج لن يحل المشكلة وحث آخرون الحكومة اليونانية على مساعدة المهاجرين غير الشرعيين ليتوجهوا إلي وسط أوروبا وهي التي يحتمل أن يقصدها معظم المهاجرين.

## ازمة قبرص
في 1960، تم الاتفاق على حل للقضية القبرصية اذ منحت بريطانيا الاستقلال لقبرص، وتم التوصل لدستور خاص بها. تمركزت القوات اليونانية والقوات التركية في الجزيرة لحماية مجتمعاتهم. رئيس الوزراء اليوناني قسطنطين كرامنليس كان المهندس الرئيسي من هذه الخطة، مما أدى إلى تحسن فوري في العلاقات مع تركيا، وخاصة بعدما عدنان مندريس أزيل من السلطة في تركيا.
في 30 ديسمبر عام 1964، أعلن مكاريوس اقتراحه لتعديل دستوري تضمن 13 مادة. تركيا رفضت وكررت أنها كانت ضد هذا إذا حاولت قبرص تحقيق الوحدة مع اليونان. في أغسطس، قصفت الطائرات التركية القوات اليونانية التي تحيط قرية تركية (ايرينكوي) وبدات الحرب وشيكة. ومرة أخرى، عانت الأقلية خلال هذه الفترة. عانت الجالية اليونانية في تركيا من الأزمة، مما تسبب بالعديد من اليونانيين إلى الفرار من البلاد، وكانت هناك تهديدات حتى لطرد البطريرك المسكوني فترة الصراع الطائفي في عام 1963 و 1964، تم تهجير القبارصة اليونانيين والأتراك وذبح الكثير من كلا الجانبين. في نهاية المطاف، تم التدخل من قبل الأمم المتحدة أدى إلى حل وسط.
وكذالك شمال قبرص قبرص الشمالية,الذي هو نقطة خلاف في العلاقات التركية اليونانية لعقود.

## بحر إيجه
تزعم كلا من البلدين سيادتها في بحر إيجه . أثناء حرب البلقان عام 1913 قد أعطت اليونان الحق بجزر بحر إيجه. وبعد نهاية الحرب العالمية الثانية أصر المسؤولون الأتراك بخصوص ترسيم المياه الإقليمية والمجال الجوي. كان الدافع وراء الصراع على حد سواء لاعتبارات من المزايا التكتيكية والعسكرية ومسائل الاستغلال الاقتصادي لبحر إيجه. أصبحت المسألة أخيراً ذات أهمية أكبر بعد عام 1970 كما كانت هناك توقعات بالعثور على النفط في بحر إيجه. تم تسليط الضوء خلال هذه الأزمة عام 1987، عندما كانت سفينة تركية على وشك دخول المياه المتنازع عليها لإجراء تنقيب عن النفط. إذ وجدت داخل المياه المتنازع عليها التي تطالب بها اليونان. عقدت مشاورات حول هذه المسألة في دافوس بين رئيس الوزراء اليوناني والتركي.

## التاريخ

### البيزنطية ضد الأسرة السلجوقية والعثمانية
بدأ النزاع بين السلاجقة والبيزنطيين عام 1048 حين كان الإغريق مهيمنين خلال فترة حكم الإمبراطورية البيزنطية والإمبراطورية الهيلينية. جرت العديد من الحروب والمعارك بين الجيشين البيزنطي والسلجوقي. وبدأ نزاع أيضًا عام 1300 بين العثمانيين والبيزنطيين.
غزا العثمانيون القسطنطينية، عاصمة الإمبراطورية البيزنطية عام 1453. احتلوا ديسبوتية المورة عام 1460، وإمبراطورية طرابزون عام 1461، وإمارة ثيودورو عام 1475، كانت معظم السهول والجزر في أيدي العثمانيين بحلول عام 1500. شملت المكاسب جزيرة رودس التي احتلوها عام 1522، بالإضافة إلى قبرص عام 1571 وجزيرة كريت، التي احتفظ بها الفينيسيون حتى عام 1669، والجزر الأيونية التي ظلت أساسًا تحت حكم جمهورية البندقية.

### العصر العثماني حتى عام 1820
خلال الحروب العثمانية الفينيسية والحرب الروسية التركية (1768-1774)، قدمت اليونان المساعدة لمنافسيها العثمانيين. نظم ديونيسيوس الفيلسوف بالإضافة إلى ذلك، العديد من الانتفاضات. بالإضافة إلى ذلك، بدأ أسطول لامبروس كاتسونيس بمضايقة الأسطول العثماني في بحر إيجة. غزا الجيش العثماني ماني عام 1770.
غزا الجيش العثماني ماني مجددًا في الأعوام 1803 و1807 و1815. كان هناك قتال أخير بين السوليوط والحاكم العثماني المحلي، علي باشا الألباني، خلال هذه الفترة أيضًا، في عام 1803، والذي أنهى سنوات عديدة من الصراعات بينهما.

### العصر العثماني والدولة اليونانية حتى عام 1913
بدأت حرب الاستقلال اليونانية عن الإمبراطورية العثمانية في مارس 1821. أعلن اليونانيون استقلالهم رسميًا في يناير 1822 عام. وبعد معركة نافارين عام 1827، اعتُرف بإقامة دولة يونانية في بروتوكول لندن لعام 1828. تألفت الحدود الأولى للدولة اليونانية من البر الرئيسي اليوناني جنوب خطٍ من أرتا إلى فولوس بالإضافة إلى يوبويا وجزر سيكلاديز في بحر إيجه. ظلّت بقية الأراضي الناطقة باللغة اليونانية -بما في ذلك كريت وقبرص وبقية جزر بحر إيجه وإبيروس وثيساليا ومقدونيا وتراقيا- تحت الحكم العثماني. وقد عاش أكثر من مليون يوناني في ما يُعرف الآن باسم تركيا، وبدرجة أولى في منطقة بحر إيجة في آسيا الصغرى، وخاصة حول سميرنا، في منطقة بونتوس على ساحل البحر الأسود وفي شبه جزيرة جاليبولي وفي كابادوكيا وفي إسطنبول وفي إمبروس وفي تينيدوس.
كان السياسيون اليونانيون في القرن التاسع عشر مصممين على ضم جميع هذه الأراضي لدولة يونانية واحدة موسعة جدًا، بناءً على النموذج البيزنطي وعاصمتها القسطنطينية (إسطنبول). سُميت هذه السياسة بالفكرة الكبرى (فكرة ميغالي). كانت القسطنطينية عاصمة النصف الشرقي من الإمبراطورية الرومانية، حتى سيطرة الأتراك عليها في عام 1453. عارض العثمانيون بطبيعة الحال هذه الخطط للحصول على دولة يونانية أكبر. اعتبرت القوى الأوروبية الإمبراطورية «رجل أوروبا المريض»، ولكن نظرًا لانقسام هذه القوى بشكل لا يمكنه المساعدة في التوفيق بشأن مصير الأراضي العثمانية، فقد قللت النزاعات من تحكمها الإقليمي، لكنها استمرت بتأخير انهيارها أيضًا.
منعت بريطانيا وفرنسا خلال حرب القرم (1854 إلى 1856)، اليونان من مهاجمة العثمانيين باحتلال بيريوس. مُنعوا مرة أخرى من القيام بعمل عسكري خلال الحرب الروسية التركية عام 1877، إذ كان اليونانيون حريصين على الانضمام إلى هدف التوسع الإقليمي، لكن لم تكن اليونان قادرة على القيام بأي دور فعال في الحرب. ومع ذلك، مُنحت اليونان  بعد مؤتمر برلين، في عام 1881، معظم ثيساليا وجزءًا من إبيروس.
كانت هناك العديد من الثورات في 1858-1896، في كريت وثيساليا مقدونيا وإبيروس ضد الإمبراطورية العثمانية من قبل السكان اليونانيين. أدت ثورة جديدة في جزيرة كريت في عام 1897، إلى الحرب اليونانية التركية الأولى. لم يتمكن الجيش اليوناني غير المستعد من طرد القوات العثمانية من تحصيناتها على طول الحدود الشمالية، ونتيجة للهجوم المضاد العثماني الناتج، أدت الحرب إلى خسائر إقليمية طفيفة لليونان.
كان شباب حركة تركيا الفتاة -الذين استولوا على السلطة في الإمبراطورية العثمانية عام 1908- من القوميين الأتراك ومن أهدافهم إنشاء دولة قوية محكومة مركزيًا. أدركت الأقليات المسيحية في الإمبراطورية، بما في ذلك اليونانيون، موقفها من تدهور الإمبراطورية.
كانت حرب البلقان الأولى 1912-1913 نتيجة مباشرة للتوتر المتصاعد، فنتج عن ذلك انتزاع اليونان لجزيرة كريت وبعض الجزر وبقية ثيساليا وإبيروس ومقدونيا الساحلية من العثمانيين في تحالف مع صربيا وبلغاريا. كانت كريت نقطة اشتعال التوتر بين البلدين مرة أخرى.

### الحرب العالمية الأولى وما بعدها (1914-1927)
بدأ في عام 1913، الاضطهاد المنظم للسكان المسيحيين في الإمبراطورية العثمانية، بما في ذلك الإغريق. دخلت اليونان الحرب العالمية الأولى في عام 1917 بهدف انتزاع القسطنطينية (إسطنبول) وسميرنا (إزمير) من العثمانيين، بتشجيع من بريطانيا وفرنسا، اللتين وعدتا اليونانيين في مرحلة معينة بقبرص أيضًا. ساهمت الإبادة الجماعية المستمرة للبونتيك اليونانيين في الإمبراطورية العثمانية بدور مهم في صدور هذا القرار. على الرغم من قلة الاقتتال المباشر بين اليونانيين والأتراك، فقد سارع اليونانيون في المطالبة بالأراضي التي وعدهم بها الحلفاء عند انهيار الإمبراطورية العثمانية في عام 1918. أعطت معاهدة سيفر 1920 اليونان تراقيا الشرقية والتي تبلغ مساحتها حوالي 17000 كيلومتر مربع في غرب الأناضول حول سميرنا. وقعت الحكومة العثمانية على هذه المعاهدة لكنها لم تدخل حيز التنفيذ قط، ولم يصدّق عليها البرلمان.
احتلت اليونان سميرنا/ إزمير في 15 مايو 1919، وتمركز مصطفى كمال باشا (أتاتورك لاحقًا)، الذي أصبح في ما بعد زعيم المعارضة التركية لمعاهدة سيفر، في سامسون في 19 مايو 1919، وهو إجراء عُدَّ بداية حرب الاستقلال التركية. وحّد باشا الأصوات الاحتجاجية في الأناضول وأطلق حركة قومية لصدّ الجيوش التي احتلت تركيا (بما في ذلك إيطاليا وفرنسا وبريطانيا) وأقر إنشاء حدود جديدة لتكون دولة تركيا ذات سيادة. بعد أن أُنشئت حكومة منفصلة في أنقرة، لم تعترف حكومة كمال بمعاهدة سيفر الفاشلة وحاربت من أجل إلغائها. تحقق التقدم اليوناني في الأناضول في نهاية الأمر واضطر الجيش اليوناني إلى التراجع.
دخل الجيش التركي سميرنا/ إزمير في 9 سبتمبر 1922، منهيًا الحرب اليونانية التركية (1919-1922) في الميدان. غادر الجيش والإدارة اليونانية بالفعل عن طريق البحر. وقد نصّت معاهدة لوزان (1923) على تبادل سكاني بين اليونان وتركيا، والذي بدأ بالفعل قبل التوقيع النهائي على المعاهدة في يوليو 1923. اضطر حوالي مليون ونصف يوناني لمغادرة تركيا والتوجه إلى اليونان وحوالي نصف مليون تركي لمغادرة اليونان إلى تركيا (لاحظ أن التبادل السكاني كان على أسس دينية، وبالتالي كان التبادل رسميًا للمسيحيين مقابل المسلمين). شملت استثناءات التبادل السكاني، إسطنبول (القسطنطينية) وجزر غوكشادا (إمبروس) وبوزكادا (تينيدوس)، إذ سُمح للأقلية اليونانية (بما في ذلك البطريرك المسكوني) بالبقاء، وسُمح لأقلية تراقيا الغربية المسلمة بالبقاء كذلك.
بسبب هزيمة الجيش اليوناني والأحداث التي أنهت 3000 سنة من الوجود اليوناني في الأناضول، تشير اليونان إلى الحادثة بأنها نكبة/ كارثة آسيا الصغرى. تركت الفظائع المزعومة التي ارتكبها الجيش اليوناني أثناء الاحتلال اليوناني لغرب الأناضول (1919-1922) انطباعًا دائمًا في العقل التركي. تركزت الاتهامات اليونانية من ناحية أخرى، على حريق سميرنا الكبير، خاصة في ضوء التقديرات التي قدمها جورج هورتون، القنصل العام الأمريكي في المدينة من عام 1919 إلى عام 1922. ما تزال تقديرات هورتون مثيرةً للجدل كالحريق ذاته.

## قراءات إضافية
- Aydin, Mustafa and Kostas Ifantis (editors) (2004). Turkish-Greek Relations: Escaping from the Security Dilemma in the Aegean. Routledge. ISBN:978-0-203-50191-7. {{استشهاد بكتاب}}: |مؤلف= باسم عام (مساعدة)
- Bahcheli, Tozun (1987). Greek-Turkish Relations Since 1955. Westview Press. ISBN:0-8133-7235-6.
- Brewer, David (2003). The Greek War of Independence: The Struggle for Freedom from the Ottoman Oppression and the Birth of the Modern Greek Nation. Overlook Press. ISBN:978-1-84511-504-3.
- Keridis, Dimitris et al. (editors) (2001). Greek-Turkish Relations: In the Era of Globalization. Brassey's Inc. ISBN:1-57488-312-7. {{استشهاد بكتاب}}: |مؤلف= باسم عام (مساعدة)
- Ker-Lindsay, James (2007). Crisis and Conciliation: A Year of Rapprochement between Greece and Turkey. I.B.Tauris. ISBN:978-1-84511-504-3.
- Kinross, Patrick (2003). Atatürk: The Rebirth of a Nation. Phoenix Press. ISBN:1-84212-599-0.
- Smith, Michael L. (1999). Ionian Vision: Greece in Asia Minor, 1919-1922. University of Michigan Press. ISBN:0-472-08569-7.

## وصلات خارجية
- Turkish PM on landmark Greek trip
- Greece-Turkey boundary study by Florida State University, College of Law
- Greece's Shifting Position on Turkish Accession to the EU Before and After Helsinki (1999)
- Turkish Ministry of Foreign Affairs about the relations with Greece
- Greek Ministry of Foreign Affairs about the relations with Turkey